# Rendition
Rendition es una película estadounidense de 2007 dirigida por Gavin Hood y protagonizada por Reese Witherspoon, Jake Gyllenhaal, Meryl Streep, Omar Metwally, Peter Sarsgaard y Alan Arkin.

## Argumento
Isabella (Reese Witherspoon) es la esposa de un ingeniero químico nacido en Egipto (Omar Metwalley), cuya familia emigró a Estados Unidos a mediados de los años 80. Tras ser detenido por ser sospechoso de terrorismo, es enviado a unas instalaciones secretas fuera de Estados Unidos donde es torturado por la CIA con la oposición del agente Douglas Freeman (Jake Gyllenhaal). Su esposa hará todo lo posible por encontrarle.

## Reparto
- Jake Gyllenhaal - Douglas Freeman
- Reese Witherspoon - Isabella Fields El-Ibrahimi
- Meryl Streep - Corrine Whitman
- Omar Metwally - Anwar El-Ibrahimi
- Peter Sarsgaard - Alan Smith
- Alan Arkin - Senador Hawkins
- J. K. Simmons - Lee Mayers
- Aramis Knight - Jeremy El-Ibrahimi
- Rosie Malek-Yonan - Nuru El-Ibrahimi
- Moa Khouas - Khalid El-Emin
- Zineb Oukach - Fatima Fawal
- Yigal Naor - Abasi Fawal
- Bob Gunton - Lars Whitman
- Raymonde Amsalem - Layla Fawal
- Simon Abkarian - Said Abdel Aziz